# Sagmatocythere versicolor
Sagmatocythere versicolor is een mosselkreeftjessoort uit de familie van de Loxoconchidae. De wetenschappelijke naam van de soort is voor het eerst geldig gepubliceerd in 1894 door Müller.